# 挙人ハ駅
挙人垻駅（きょじんはえき）は、中華人民共和国重慶市渝北区に位置する重慶軌道交通3号線の駅。駅番号は3/45。

## 歴史
- 2016年12月28日：開業。

## 隣の駅
重慶軌道交通
■3号線
蓮花駅(3/44) -挙人垻駅(3/45)